# Terapia de blancos moleculares para el neuroblastoma
La terapias dirigidas|terapia de blancos moleculares para el tratamiento de neuroblastoma es un tratamiento que ataca moléculas que son expresadas en este tipo de cáncer usando blancos moleculares. El Neuroblastoma es el segundo cancer pediátrico más común que requiere el tratamiento intensivo de quimioterapia. Un gran número de blancos moleculares han sido identificados para este tipo de tratamiento, especialmente las formas de más alto riesgo de esta enfermedad. Los blancos moleculares ayudan a que el tratamiento sea más selectivo para tratar la enfermedad, disminuyendo el riesgo de toxicidad. El tratamiento que usa blancos moleculares puede complementar o reemplazar algunos de los tratamientos de chimioterapia intensivos usados para el tratamiento del neuroblastoma. Los blancos moleculares de esta enfermedad incluyen el GD2, ALK, y CD133. GD2 es un blanco de inmunoterapia más desarrollado de estos métodos de tratamiento, pero también se asocia con la toxicidad. ALK se ha descubierto más recientemente , y las drogas en el desarrollo de este blanco están demostrando ser un éxito en el tratamiento del neuroblastoma . El papel de CD133 en el neuroblastoma también ha sido más recientemente descubierto y es un blanco eficaz para el tratamiento de esta enfermedad.

## La identificación de pacientes de alto riesgo
Los casos de alto riesgo de neuroblastoma son difíciles de tratar incluso con la quimioterapia intensiva. Por esta razón, blancos moleculares han sido identificados y están siendo desarrollado para el tratamiento en los pacientes que no responden a algunos tratamientos. Hay una serie de factores genéticos que se pueden utilizarse para identificar a los pacientes de alto riesgo. En células de neuroblastoma, no hay amplificación de regiones genómicas de ADN, debido a la pérdida de las regiones de ADN genómico, y anomalías genéticas. Todos estos factores pueden contribuir a un estado de enfermedad avanzada en pacientes de alto riesgo.
La amplificación se produce dentro de una proteína llamada el oncogén MYCN. Esta proteína se amplifica en aproximadamente el 20% de los tumores de neuroblastoma en la etapa primaria y se asocia con el fracaso del tratamiento de la enfermedad avanzada.
Pérdida de regiones genómicas puede ocurrir en los cromosomas 1p y 11q. Pérdida en 1p se correlaciona con la amplificación MYCN y es asociado con el estado de la enfermedad avanzado. La pérdida en 11q no está relacionado con MYCN, pero se correlaciona con los resultados adversos del paciente.
Las anomalías genéticas se producen con frecuencia en un gen supresor de tumores llamada caspasa 8.
La Tabla 1 resume los factores genomicos de pacientes de alto riesgo.
|                                    | Ubicación genómica | Prevalencia (en células primarias ) | Consecuencias                                                |
| ---------------------------------- | ------------------ | ----------------------------------- | ------------------------------------------------------------ |
| Amplificación de la región del ADN | oncogén MYCN       | ~20%                                | fracaso del tratamiento del estado avanzado de la enfermedad |
| Perdida de las regiones del ADN    | Chromosoma 1p      | ~30-35%                             | amplificación MYCN estado avanzado de la enfermedad          |
|                                    | Chromosoma 11q     | ~35-45%                             | resultados adversos para el paciente                         |
| anomalía específica del gen        | Gen Caspasa 8      | ~25-35%                             | supervivencia de las células tumorales                       |

## Tratamiento Utilizando blancos Moleculares

### Inmunoterapia Anti-GD2
GD2 es un glicolípido que se expresa en la superficie de células del neuroblastoma. Está dirigido a través de la inmunoterapia en el tratamiento del neuroblastoma utilizando anticuerpos monoclonales. Estos anticuerpos monoclonales se utilizan para bloquear la expresión GD2, y por lo tanto se conocen como anti- agentes GD2. Pueden ser utilizados para la terapia específica de tumor porque la expresión GD2 es débil y limitado a ciertas áreas en el tejido humano. . ] Por lo tanto, su expresión puede ser dirigido fácilmente en las células tumorales. Mientras que los anticuerpos anti-GD2 son muy efectivas para eliminar los tumores restantes en pacientes con neuroblastoma aunque también se forman toxinas asociadas con el uso de esta forma de tratamiento. Estas toxinas contribuyen al dolor neuropático, síndrome de fuga capilar, y la hipersensibilidad. 
Los anticuerpos anti-GD2 se han desarrollado para el tratamiento de inmunoterapia de neuroblastoma y se pueden agrupar en anticuerpos de primera generación y segunda generación.
- primera generación:

1. 14G2a
2. ch14.18
3. 3F8

- segunda generación:

1. Hu14.18-IL-2
2. Hu14.18K332A
3. mAb1A7

Todos estos anticuerpos están pasando por pruebas clínicas para el tratamiento de neuroblastoma. El anticuerpo que es estudiado más extensivamente es el ch14.18. ] A través de ensayos aleatorios, se ha encontrado que el tratamiento con ch14.18 es más eficaz cuando se combina con citoquinas, como el factor estimulante de colonias de granulocitos y macrófagos (GM-CSF) y la interleucina-2 (IL-2). La combinación de esta terapia mejora el resultado de neuroblastoma de alto riesgo, pero no disminuye el riesgo de toxicidad. . ] Por esta razón, los anticuerpos de segunda generación se han desarrollado, lo cual tienen menos que tienen menos toxicidades asociadas.  Aunque este tratamiento tiene menos toxicidades, todavía se tienen que hacer investigaciones para determinar su eficacia terapéutica.

### ALK en neuroblastoma familiar
Las mutaciones en el oncogén  linfomatico anaplásico quinasa (ALK) pueden ser heredados y son una causa importante de neuroblastoma. Estas mutaciones se producen en aproximadamente el 5-15% de los casos de neuroblastoma. Se ha descubierto recientemente que el ALK se puede usar como un blanco molecular de la quimioterapia en la terapia de los pacientes con neuroblastoma. Los fármacos que se dirigen a ALK se conocen como inhibidores de ALK. ALK se expresa en la superficie de las células tumorales del neuroblastoma, por lo que es fácilmente accesible como un objetivo para el tratamiento del cáncer. En los pacientes de neuroblastoma que no poseen una forma mutada de ALK, apuntando a la forma no mutada de ALK en una célula tumoral También puede ser beneficioso. . Esto hará que el tumor se someta a apoptosis. ALK inhibitors can also be used to treat another cause of neuroblastoma referred to as MYCN gene amplification. Los Inhibidores de ALK también pueden ser usados para tratar diferentes causas de neuroblastoma como la amplificación del gen MYCN. ] La amplificación de la proteína MYCN es una mutación genética asociada con tumores de neuroblastoma. La amplificación de MYCN se correlaciona con una mutación específica en ALK, referido como la mutación F1174L. Inhibidores de ALK pueden moverse a esta mutación y suprimir la proteína MYCN.
La siguiente es una lista de los inhibidores de ALK que actualmente se están investigando para el tratamiento del neuroblastoma:
- Crizotinib (Pfizer)
- CH5424802 (Chugai Pharmaceutical Co.)
- ASP3026 (Astellas Pharma Inc.)
- Ceritinib (LDK378, Novartis Pharmaceuticals)
- AP26113 (Ariad Pharmaceuticals)

Crizotinib fue el primero de estos fármacos que fue investigado y es el único inhibidor de ALK disponible que está aprobado por la FDA el 26 de agosto de 2011. Hasta el momento, se ha demostrado su eficacia en el tratamiento de adultos con  cáncer de pulmón de células no pequeñas (NSCLC), otra forma de cáncer en el que ALK juega un papel importante. El fármaco se encuentra actualmente en fase III de ensayos clínicos para probar su uso en el tratamiento de tipos de cáncer pediátrico, como el neuroblastoma.
ASP3026 está en investigaciones de fase I para tumores malignos relacionados con ALK. En la actualidad se está probando en los adultos, pero también puede ser un tratamiento viable para el neuroblastoma por sus características ALK inhibición.
Ceritinib fue aprobado por la FDA en abril de 2014 para el tratamiento de cáncer de pulmón de células no pequeñas metastásico ALK-positivo. Como crizotinib, ha demostrado ser eficaz en adultos y también está siendo probado por su eficacia en células de neuroblastoma pediátricos.
AP26113 es un inhibidor dual del receptor del factor de crecimiento epidérmico y ALK. Está pasando por la fase I / II de ensayos clínicos para el tratamiento del neuroblastoma y NSCLC.

### CD133 biomarcador
CD133 es un marcador de células iniciadoras del tumor o células madre del cáncer en neuroblastoma. Las propiedades del CD133 para inhibir el tumor se han descubierto a través de estudios como el que fue realizado por Cournoyer et al. Las células de pacientes con neuroblastoma se han examinado y se han comparado con glicoproteínas de alta expresión de CD133 con aquellos que tienen una baja expresión de CD133. Las siguientes son las características de CD133 de alta expresión que proporcionan evidencia de sus propiedades iniciadoras del tumor:
- Aumento en la Formación de neuroesfera
- Tamaño grande de neuroesfera
- El aumento de la formación de colonias
- La formación de tumores cuando se inyectan en ratones
- La presencia de anomalías genéticas

Las propiedades de CD133que inician un tumor también proporcionan evidencia de que se pueden usar para el tratamiento quimioterapéutico para el neuroblastoma. A través de análisis del genotipo de CD133 encontró una expresión asociado con la expresión de la proteína EFNA2. Esta proteína puede ayudar en el desarrollo del cáncer y se expresa en las células madre que pueden promover la formación de tumores. Por estas razones, puede también ser utilizado para el tratamiento de quimioterapia en pacientes con neuroblastoma. A través del análisis del genotipo, la presencia de esta proteína puede ser detectada en pacientes con neuroblastoma que también tienen alta expresión de CD133. En el desarrollo de fármacos para el tratamiento del neuroblastoma, las compañías farmacéuticas están experimentando con el uso de CD133 y la proteína EFNA2.